# 蘭巴耶克區
6°42′04″S 79°54′17″W / 6.7010°S 79.9048°W
蘭巴耶克區（西班牙語：Distrito de Lambayeque），是秘魯的一個區，位於該國西北部蘭巴耶克大區的蘭巴耶克省，面積332.7平方公里，海拔高度17米，2005年人口61,025，人口密度每平方公里180人。